# Малый Ук
Малый Ук — река в России, протекает по Большеуковскому району Омской области. Устье реки находится в 8 км по левому берегу реки Ук, которую образует, сливаясь с Большим Уком. Длина реки составляет 26 км.

## Данные водного реестра
По данным государственного водного реестра России относится к Иртышскому бассейновому округу, водохозяйственный участок реки — Оша, речной подбассейн реки — бассейны притоков Иртыша до впадения Ишима. Речной бассейн реки — Иртыш.